# Agencia de Desarrollo Ganadero
La Agencia de Desarrollo Ganadero fue una organización gubernamental dependiente del Ministerio de Agricultura de España fundada el 11 de julio de 1969 e impulsada por el ministro Adolfo Díaz-Ambrona Moreno.
Fue formada después de que el gobierno español y  el Banco Mundial firmaran un convenio por el cual el segundo concedía al primero un crédito de 25 millones de dólares destinado al desarrollo técnico de la ganadería en el Norte y Suroeste de España, con el objetivo de mejorarla y aumentar su rentabilidad. El organismo concedía préstamos y ayudaba con propuestas y asistencia técnica a aquellas empresas que se acogieran a las líneas de actuación de la Agencia, gracias a la labor de ayudantes formados en el extranjero.
En 1975 se firma un nuevo convenio con el Banco Mundial que destina a la Agencia un total de 33 millones de dólares. Tras el agotamiento de este presupuesto, el organismo se financiará a través de las diputaciones provinciales y de las Cajas de Ahorros.
Las oficinas principales se encontraban en Santander de la que dependían, aparte de la provincia homónima, Asturias, Palencia, Burgos y Vizcaya, aunque en 1975 pasaron a depender de la de Santander Álava, Guipúzcoa, Navarra y La Rioja, lo que obliga a abrir oficinas auxiliares en Oviedo, Burgos, Logroño, Pamplona, y Sevilla, a las que hay que sumar otra abierta en Guadalajara en 1980, otra en Huesca y así hasta que en 1982 existían un total de ocho oficinas regionales de la Agencia en toda España, que abarcaban un total de 38 provincias.
En 1984 se traspasaron las competencias del desarrollo ganadero a las comunidades autónomas, por lo que la Agencia de Desarrollo Ganadero dejó de existir.